# 오드리 니페네거

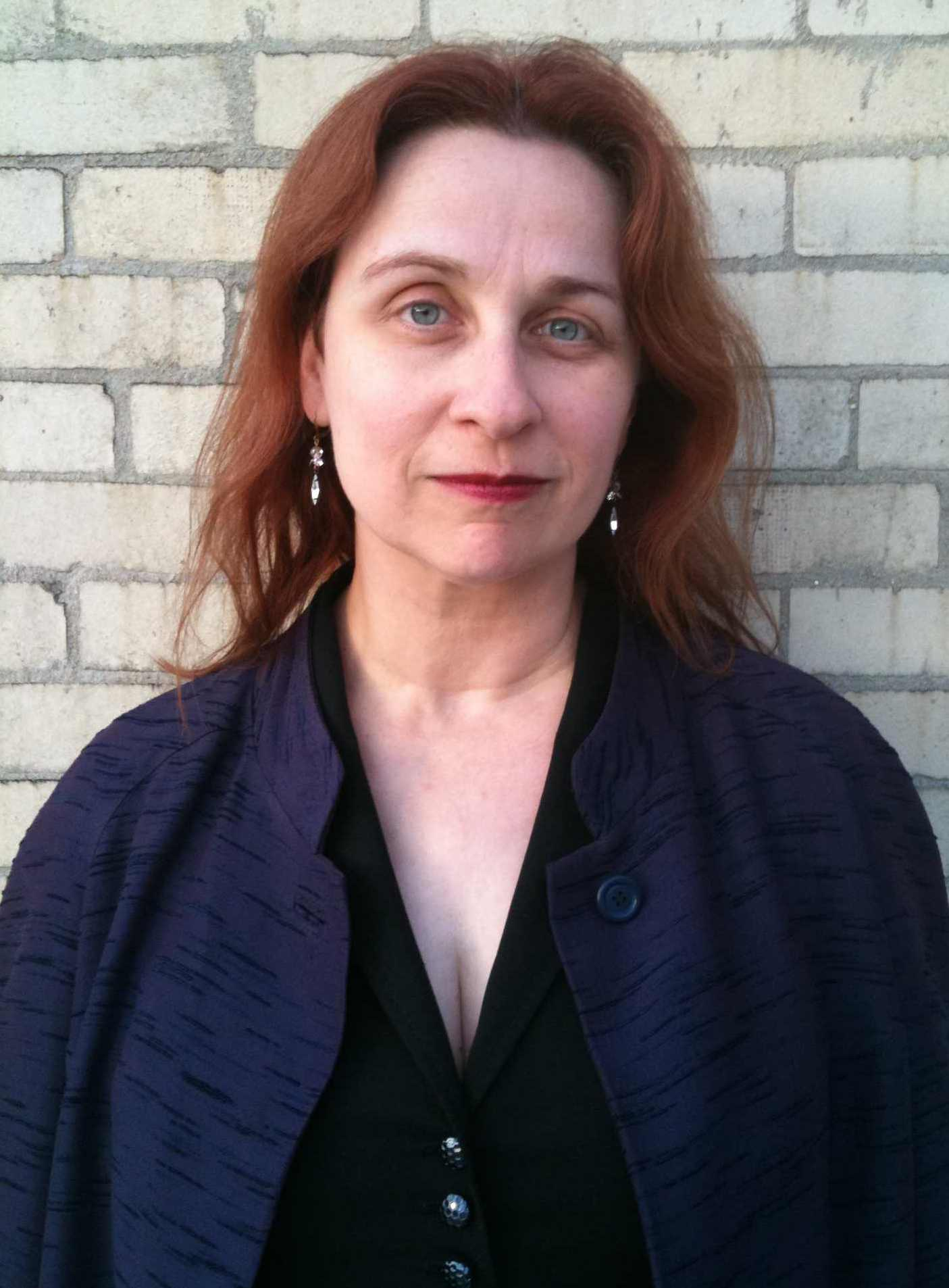
오드리 니페네거

오드리 니페네거(영어: Audrey Niffenegger, 1963년 6월 13일 ~ )는 미국의 소설가, 예술가, 학자이다.